# 361-ша піхотна дивізія (Третій Рейх)
361-ша піхотна дивізія (Третій Рейх) (нім. 361. Infanterie-Division) — піхотна дивізія Вермахту, що входила до складу німецьких сухопутних військ у роки Другої світової війни.

## Історія з'єднання
361-ша піхотна дивізія була сформована 26 листопада 1943 року як дивізія 21-ї хвилі на території окупованої Данії зі складу розформованої 86-ї піхотної дивізії. Особовий склад, що надходив на укомплектування дивізії, набирався переважно за рахунок новобранців 1926 р.н., які проходили навчання лише з середини листопада 1943 р. Після завершення формування дивізію направили для охорони узбережжя Данії. У березні 1944 року з'єднання терміново перекинули на Східний фронт і наступного місяця взяла участь у боях у Кам'янець-Подільському мішку. На початку травня 1944 року вона вступила в бій у районі Тарнополя і вела оборонні бойові дії у оголошеному фортецею місті Броди. У липні 1944 року дивізія була розгромлена вщент у Бродівському мішку, а 5 серпня 1944 року її розформували, командир генерал-майор Гергард Ліндеманн і більшість особового складу дивізії потрапили в радянський полон. Залишки дійшли до Карпат і там були розподілені по інших частинах.

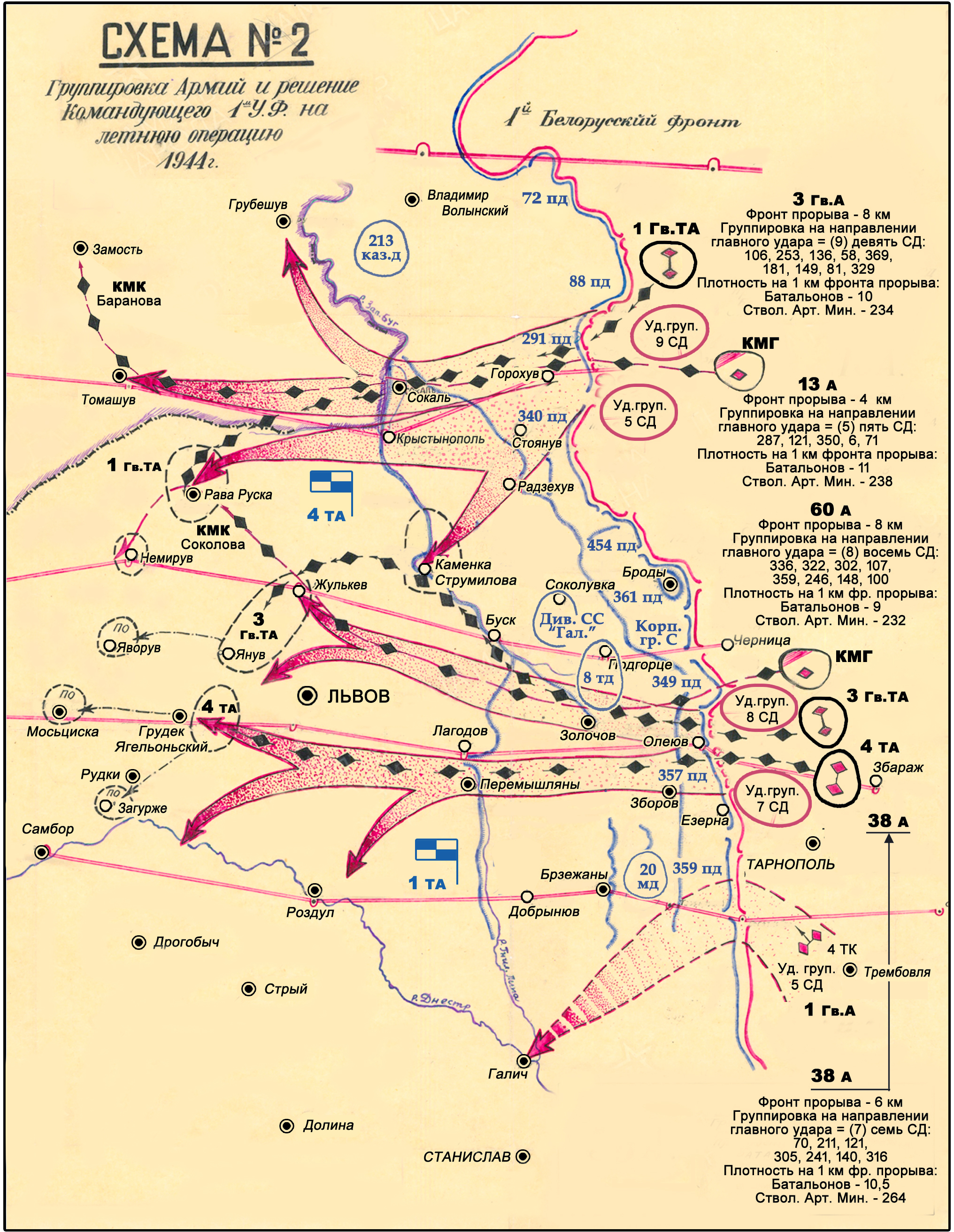
Карта боїв під Бродами. 361-ша піхотна дивізія билася в районі Бродів. Липень 1944

На заміну знищеній 361-ій піхотній дивізії 23 серпня 1944 року на навчальному центрі Ван (нім. Truppenübungsplatz Wahn) поблизу Кельна на основі формувань 569-ї фольксгренадерської дивізії в ході 32-ї хвилі мобілізації німецького вермахту була розгорнута 361-ша фольксгренадерська дивізія.

## Райони бойових дій
- Данія (листопад 1943 — березень 1944)
- СРСР (центральний напрямок) (березень — серпень 1944)

## Командування

### Командири
- генерал-лейтенант Зігмунд фон Шляйніц (20 листопада 1943 — 30 травня 1944)
- генерал-майор Гергард Ліндеманн (30 травня — 23 серпня 1944)

### Підпорядкованість
| Час     | Корпус  | Армія | Група армій (округ)                 | Штаб           |
| ------- | ------- | ----- | ----------------------------------- | -------------- |
| 1943    |         |       |                                     |                |
| грудень |         |       | Окупаційні війська Вермахту в Данії | Данія          |
| 1944    |         |       |                                     |                |
| січень  |         |       | Окупаційні війська Вермахту в Данії | Данія          |
| квітень | XIII ак | 4 ТА  | Група армій «Північна Україна»      | Броди          |
| липень  | XIII ак | 1 ТА  | Група армій «Північна Україна»      | Східні Карпати |

### Склад
| 1944                                   |
| -------------------------------------- |
| 951-й гренадерський полк               |
| 952-й гренадерський полк               |
| 953-й гренадерський полк               |
| 361-й артилерійський полк              |
| 361-й фузилерний батальйон             |
| 361-ша протитанкова батарея            |
| 361-й інженерний батальйон             |
| 361-й запасний батальйон               |
| 361-й дивізійний батальйон зв'язку     |
| 361-ше дивізійне управління постачання |